# Петрешти (Арђеш)
Петрешти (рум. Petrești) насеље је у Румунији у округу Арђеш у општини Кошешти. Oпштина се налази на надморској висини од 370 m.

## Становништво
Према подацима из 2002. године у насељу је живело 945 становника, од којих су сви румунске националности.